# San Pedro Huilotepec
San Pedro Huilotepec là một đô thị thuộc bang Oaxaca, México. Năm 2005, dân số của đô thị này là 2671 người.